# STAT1

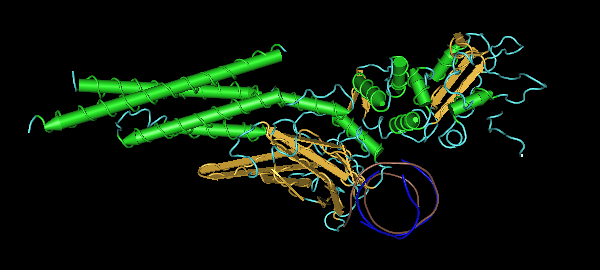
Struktura proteinu STAT1

Přenašeč signálu a aktivátor transkripce 1 (z anglického: „Signal transducer and activator of transcription 1“ = STAT1), je transkripční faktor, který je v lidském genomu kódován STAT1 genem. Je členem STAT proteinové rodiny a účastní se JAK/STAT signalizace.

## Funkce
Všechny STAT molekuly jsou fosforylovány receptor tyrosin kinázami, které způsobí aktivaci, dimerizaci formováním homo- nebo heterodimerů a nakonec jsou translokovány do jádra, kde fungují jako transkripční faktory. Zejména STAT1 může být aktivován několika ligandy, jako je Interferon alpha (IFNa), Interferon gamma (IFNg), Epidermální růstový faktor (EGF), Růstový faktor derivovaný z krevních destiček (PDGF) nebo Interleukin (IL-6) 
Interferony typu I (IFNa, IFNb) se vážou na receptory a spouští signalizaci přes kinázy. Fosforylují se a aktivují Jak kinázy TYK2 a JAK1 a také STAT1 a STAT2. STAT molekuly tvoří dimery a vážou se na ISGF3G/IRF-9, což je Interferonem stimulovaný genový faktor 3 – komplex s Regulačním faktorem interferonů 9. To umožňuje STAT1 molekule proniknout do jádra. STAT1 hraje klíčovou roli v expresi mnoha genů, které zajišťují přežití buňky, životnost či odpověď na patogeny. Existují dva možné transkripty (pomocí alternativního splicingu), které kódují 2 izoformy STAT1.
STAT1 hraje roli v genové regulaci přes signalizaci interferony typu I, II nebo III. Jako odpověď na stimulaci IFNg STAT1 tvoří homodimery nebo heterodimery se STAT3, které se vážou na GAS (Interferon Gamma Aktivovaná Sekvence) promotorovou část. V každém případě, vazba promotorového elementu vede ke zvýšené expresi ISG (Interferonem Stimulované Geny).
Exprese STAT1 může být indukována diallyl disulfidem, složkou v česneku.

## Mutace STAT1
Mutace ve STAT1 molekule může být buď gain of function (GOF), tedy se získáním funkce navíc nebo loss of function (LOF), kdy funkci ztrácí. Obě mutace mohou způsobit různé fenotypy a symptomy. Opakované běžné infekce jsou častým znakem u obou GOF i LOF mutací.

### Loss of function
STAT1 loss of function, tedy STAT1 deficience může mít mnoho variant. Existují dvě hlavní poruchy na genové úrovni, které mohou narušit odpověď na interferony typu I a III. První variantou je autozomálně recesivní částečná nebo i kompletní deficience STAT1. Ta způsobuje intracelulární bakteriální infekce nebo virové infekce a je diagnostikována porucha odpovědi na IFNa, b, g a IL-27. Ve verzi částečné deficience jsou v krevním séru nalezeny také vysoké hladiny IFNg. Při testování z plné krve, monocyty neodpovídají na dávky BCG a IFNg produkcí IL-12. V kompletní recesivní formě je zde také slabá odpověď na antivirotika a antimykotickou léčbu. Dále, částečná forma deficience může být také autozomálně dominantní; fenotypově se vyznačuje poruchou odpovědi na IFNg a pacienti trpí selektivními bakteriálními onemocněními (MSMD).
V 90. letech byly připraveny knock-out myši. Bylo objeveno, že tyto myši mají nízké počty CD4+ a CD25+ regulačních buněk a téměř žádnou odpověď na IFNa, b a g, což vede k parazitálním, virovým a bakteriálním infekcím. Úplně prvním případem STAT1 deficience u člověka byla autozomálně dominantní varianta, kdy pacienti vykazovali vyšší náchylnost k mykobakteriálním infekcím. Dalším případem byla autozomálně recesivní forma. Jednalo se o 2 vzájemně příbuzné pacienty s homozygotní missense STAT1 mutací, což vedlo k poruše splicingu, tedy defektnímu proteinu. Tito pacienti měli částečně nefunkční odpověď na IFNa a IFNg. Vědci nyní tvrdí, že recesivní deficience STAT1 je novým typem primární imunodeficience a pokud pacient trpí náhlými, závažnými a neočekávanými bakteriálními a virovými infekcemi, měl by být zařazen jako potenciálně STAT1 deficientní.

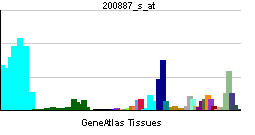
Genová exprese STAT1

### Gain of function
Mutace gain-of-function byla poprvé objevena u pacientů s chronickou mukokutánní kandidózou (CMC = chronic mucocutaneous candidiasis). Toto onemocnění je charakteristické svými symptomy jako jsou perzistentní kožní infekce, sliznice – orální nebo genitální, a infekce nehtů způsobené Kandidou, především Candida albicans. CMC může být velmi často způsobena primárním imunodeficitem. Pacienti s CMC často trpí také bakteriálními infekcemi (nejčastěji Staphylococcus aureus), dále infekcemi dýchacího systému a kůže. U těchto pacientů se také často objevují virové infekce způsobené nejčastěji čeledí Herpesviridae, které způsobují také poškození kůže. Mykobakteriální infekce jsou způsobeny většinou druhem Mycobacterium tuberculosis. Velmi častými symptomy jsou také autoimunitní onemocnění jako diabetes I. Typu, cytopenie, regrese thymu nebo systémový lupus erythematosus. Pokud je pacient deficientní v T-buňkách, jsou tyto autoimunitní symptomy velmi časté. CMC byla také zjištěna jako běžný symptom u pacientů s hyper-IgE syndromem a u autoimunitního polyendokrinního syndromu I. Typu. Dále byla zjištěna role interleukinu 17A, jelikož u pacientů s CMC byla naměřeny nízké počty IL-17A produkujících T-buněk.
Pomocí široké škály genomických a genetických metod bylo objeveno, že heterozygotní gain-of-function mutace STAT1 je příčinou více než poloviny CMC případů. Tato mutace je způsobena defektem v coiled-coil doméně, DNA vazbné doméně, N-koncové doméně nebo SH2 doméně. Kvůli tomu je zde tedy zvýšená fosforylace, jelikož je znemožněna defosforylace v jádře. Tyto procesy jsou závislé na cytokinech jako jsou interferon alfa nebo beta, interferon gama nebo interleukin 27. Jak bylo již zmíněno výše, byly zaznamenány nízké hodnoty interleukinu 17A, je tedy porušena Th17 polarizace imunitní odpovědi.
Pacienti se STAT1 gain-of-function mutací a CMC špatně nebo vůbec reagují na léčbu azolovými léčivy jako je flukonazol, itrakonazol nebo posakonazol. Vedle běžných virových a bakteriálních infekcí, trpí také tito pacienti autoimunitními symptomy nebo i karcinomy. Je velmi komplikované naleznout léčbu, právě kvůli rozmanitým symptomům a rezistencím. Inhibitory JAK/STAT signální dráhy jako je ruxolitinib jsou testovány a jsou jednou z možností léčby pro tyto pacienty.